# British Sign Language
British Sign Language (BSL) ist die Gebärdensprache der Hörgeschädigten, die in Großbritannien verwendet wird.
BSL ist die Muttersprache oder die bevorzugte Sprache von etwa 70.000 Gehörlosen oder Schwerhörigen in Großbritannien.
Wie andere Gebärdensprachen gebraucht sie dafür Hände, Mimik und Körperhaltung. Viele tausende von Hörenden benutzen BSL, mehr als zum Beispiel die gälische Sprache.
Obwohl die USA und Großbritannien die gleiche gesprochene Sprache haben, sind die beiden Gebärdensprachen BSL und American Sign Language (ASL) einander unverständlich. Außerdem ist das Manualalphabet in den beiden verschieden, indem ASL nur eine Hand benutzt und BSL beide Hände.
Die Gebärdensprachen in Australien (Auslan) und Neuseeland (New Zealand Sign Language) basieren zu einem großen Teil auf BSL.

## Geschichte
Bereits um 1570 existierte in den englischen Gehörlosengemeinschaften eine Gebärdensprache. Durch Veränderungen, Neuschöpfungen und Importen aus anderen Sprachen entstand die Britische Gebärdensprache. Thomas Braidwood, ein Lehrer aus Edinburgh, gründete 1760 die 'Braidwood's Academy for the Deaf and Dumb' (Braidwoods Akademie für „Taubstumme“), die als erste Gehörlosenschule Großbritanniens gilt und vorrangig Schüler aus wohlhabenden Familien unterrichtete. Er benutzte das combined system, eine frühe Form einer Gebärdensprache und die erste Kodifizierung der späteren Britischen Gebärdensprache. Thomas Braidwood bildete außerdem Joseph Watson als Gehörlosenlehrer aus, der die Schule 1792 verließ und Direktor der ersten öffentlichen Gehörlosenschule in Großbritannien, dem Asylum for the Deaf and Dumb in Bermondsey, wurde.
1815 reiste der Amerikaner Thomas Hopkins Gallaudet nach Europa, um die Bildung von Gehörlosen zu erforschen. Von den beiden Braidwood-Schulen wurde er jedoch abgewiesen, sie weigerten sich, ihm ihre Methoden zu zeigen. Gallaudet zog weiter nach Paris und lernte dort die Bildungsmethoden der Royalen Französischen Institution für Gehörlose kennen, eine Kombination der alten französischen Gebärdensprache und Gebärden, die von dem Pädagogen Abbé de l’Épée entwickelt wurden. Als Konsequenz weist die amerikanische Gebärdensprache heute eine Ähnlichkeit von ungefähr 60 % zu der französischen Gebärdensprache auf und ist für Benutzer der britischen Gebärdensprache kaum zu verstehen.
Bis zu den 1940er Jahren wurden Kenntnisse in der Gebärdensprache oft inoffiziell von Gehörlosen an Gehörlose weitergegeben, die meist in speziellen Wohneinrichtungen lebten. Das Gebärden wurde in den Schulen durch Strafen zu verhindern versucht. Das Augenmerk in der Bildung lag darauf, die Schüler zum Lippenlesen und Buchstabieren mit den Fingern zu zwingen. Seit den 1970er Jahren wurden BSL in den Schulen mehr toleriert und eingebunden. Die Sprache entwickelt sich weiter, ältere Gebärden, wie beispielsweise alms und pawnbroker werden nicht mehr genutzt, dafür entstanden neue, wie z. B. internet oder laser. Diese Evolution und die veränderte Akzeptanz der Sprache führt dazu, dass ältere Nutzer eher das Fingeralphabet benutzen, während jüngere in größerem Umfang Gebärden nutzen.
Am 18. März 2003 erkannte die britische Regierung BSL formal als eigenständige Sprache an.

## Linguistik
Linguistik ist die Lehre der Sprachen, die auch die Gebärdensprachen umfassen. Die Gebärdensprachen unterscheiden sich durch ihre Worte, die durch Handgesten ausgeführt werden und können untereinander nicht automatisch verstanden werden. Das Gebärden von Zahlen unterscheidet sich beispielsweise in der britischen und deutschen Gebärdensprache. Die Art und Weise, die Sätze konstruiert sind (Syntax) unterscheidet sich ebenfalls wie in gesprochenen Sprachen. BSL wird als 'räumliche Sprache' beschrieben, da Gebärden 'im Raum' ausgeführt werden.

### Phonologie

Der Buchstabe B im Fingeralphabet

Der Buchstabe S im Fingeralphabet

Der Buchstabe L im Fingeralphabet

Die Phonologie der BSL wird, wie üblich in Gebärdensprachen, durch Elemente wie Handform, Orientierung, Position, Bewegung und weitere Eigenschaften, wie der Mimik, gestimmt. Bestimmte phonologische Komponenten der Gebärdensprache haben alleine keine Bedeutung, diese entsteht erst durch die Zusammenarbeit verschiedener Elemente. Wird ein Element geändert, kann sich auch die Bedeutung verändern. Verschiedene Bedeutungen können teilweise identische Elemente haben. Mimik und Körperhaltung sind non-manuelle Komponenten der Phonologie. Dazu gehören der Blick, die Bewegungen des Mundes, der Augenbrauen und des Kopfes und die Haltung des Torsos.

### Grammatik
Wie andere Gebärdensprachen auch hat BSL eine eigene Grammatik, die bestimmt, wie Sätze gebärdet werden. BSL hat eine eigene Syntax. Ein wichtiger Teil der BSL ist die Nutzung von 'Proforms', Begriffe, die andere Begriffe in ihrer Bedeutung ersetzen. Sätze bestehen aus zwei Teilen in folgender Reihenfolge: Subjekt und Prädikat. Das Subjekt beschreibt das Thema des Satzes, das Prädikat umfasst einen Kommentar zum Subjekt.
In BSL wird eine topic-comment structure (Thema-Kommentar-Struktur) benutzt. Das bedeutet, dass das Thema einer Konversation zuerst genannt wird und danach durch Kommentare weiter ergänzt wird. Außerhalb dieser Struktur werden Sätze nach dem Prinzip Objekt-Subjekt-Verb (OSV) gebildet.

### Gemeinsamkeiten mit anderen Gebärdensprachen
Trotz der gemeinsamen englischen Lautsprache unterscheiden sich die britische und die amerikanische Gebärdensprache (ASL) stark. Ungefähr 31 % der Gebärden sind identisch, 44 % verwandt. BSL unterscheidet sich auch von der Irischen Gebärdensprache (ISL, im ISO-System ISG), die eher mit der Französischen Gebärdensprache (LSF) und ASL verwandt ist.
Außerdem unterscheidet sich BSL vom Signed English, bzw. Sign Supported English (SSE), eine Methode, die britische Gebärden nutzt, aber an die englische Lautsprache angelehnt ist.
Die australische Gebärdensprache (Auslan) sowie die Neuseeländische Gebärdensprache (NZSL) entstanden aus der britischen Gebärdensprache in ihrer Form aus dem 19. Jahrhundert. Alle drei Sprachen nutzen dasselbe Alphabet, haben dieselbe Grammatik und zu einem großen Teil den gleichen Wortschatz. Genau genommen können sie durch ihre Gemeinsamkeiten als Dialekte einer einzigen Sprache (BANZSL) gesehen werden. Der Begriff BANZSL wurde durch Trevor Johnston und Adam Schembri geprägt.
In Australien wurden Gehörlosenschulen durch gebildete Gehörlose aus London, Edinburgh und Dublin eröffnet. Dadurch kamen vor allem die Dialekte aus Edinburgh und London nach Melbourne und Sydney. Die irische Gebärdensprache wurde in Sydney in den römisch-katholischen Schulen gelehrt. Dadurch mischte sie sich in die australische Gebärdensprache mit ein, wodurch gewisse Unterschiede in den Dialekten sichtbar wurden. Den gleichen Effekt hatte auch ASL auf Auslan, nachdem eine Sprecher in die USA reisten und sich dort weiterbildeten.
82 % der Gebärden aus der BSL, NZSL und Ausland sind identisch, 98 % aller Gebärden verwandt. Nach einer Vervollständigung des BSL corpus kann dieser mit dem Auslan corpus und dem „Sociolinguistic Variation in New Zealand Sign Language Project“ verglichen werden. Durch Migration, Medien (TV-Programme wie See Hear, Switch, Rush und SignPost werden oft in allen drei Ländern geteilt) und Konferenzen (1999 reisten viele Briten nach Brisbane, Australien, zur World Federation of the Deaf Conference (WFD)) bleiben die Sprachen in Kontakt.
Makaton, ein Kommunikationssystem für Menschen mit kognitiven Einschränkungen oder anderen Kommunikationsschwierigkeiten beruhte ursprünglich auf den Gebärden der britischen Gebärdensprache. Die in Sri Lanka benutzte Gebärdensprache ist ebenfalls mit BSL verwandt, auch wenn die vorrangige Lautsprache dort nicht Englisch ist.
Nutzer der BSL standen dafür ein, dass BSL offiziell anerkannt wird. BSL wurde am 18. März 2003 durch die britische Regierung anerkannt, hat aber keinen Rechtsschutz. Es gibt jedoch Gesetze, die die Bereitstellung von Dolmetschern vorschreiben, wie der Police and Criminal Evidence Act von 1984.

## Nutzung
BSL hat viele regionale Dialekte. Bestimmte, z. B. in Schottland gebrauchte Gebärden, werden im Süden Englands nicht verstanden und umgekehrt. Einige Gebärden sind so lokal, dass sie nur in bestimmten Städten auftreten (wie das Zählsystem in Manchester). Genauso gibt es Gebärden, die irgendwann nicht mehr benutzt werden oder neue Wortschöpfungen, ähnlich wie in Lautsprachen. Auch in Familien kann es eigene Gebärden für bestimmte Situationen or Objekte geben, die sonst nur durch das Fingeralphabet deutlich gemacht werden können.
Viele britische TV-Sender senden Programme mit Gebärdensprachdolmetschern und haben eigene Programme speziell für Gehörlose wie die BBC mit See Hear und Channel 4 mit VEE-TV.
BBC News sendet in Gebärdensprache an jedem Wochentag von 07:00–07:45, 08:00–08:20 und 13:00–13:45 GMT/BST. BBC Two wiederholt Primetime Programme an jedem Wochentag zwischen 00:00 und 02:00 in Gebärdensprache. Alle BBC Sender (außer BBC One, BBC Alba und BBC Parliament) haben einige Programme mit Gebärdensprache.
BSL wird in einigen Bildungseinrichtungen genutzt, allerdings ist dies in manchen Bezirken für gehörlose Kinder nicht die Regel. Die 'Let's Sign BSL'-Graphiken sowie Graphiken zum Fingeralphabet wurden für den Unterricht von gehörlosen Lehrern und Pädagogen erstellt und beinhalten auch viele der regionalen Gebärden.
In Nordirland gibt es ca. 4.500 Nutzer von BSL und 1.500 Nutzer der Irischen Gebärdensprache. Die beiden Sprachen sind nicht miteinander verwandt, es gibt jedoch eine hybride Version, die 'Northern Ireland Sign Language'.
2019 wurden über 100 Gebärden für spezielle wissenschaftliche Begriffe, wie 'deoxyribonucleotide' und 'deoxyribonucleoside', der BSL hinzugefügt. Diese wurden von Liam Mcmulkin, einem gehörlosen Absolventen der University of Dundee, konzipiert, der es lästig fand, während seines Studiums die Worte immer wieder mit dem Fingeralphabet buchstabieren zu müssen.

## Zahl der BSL-Nutzer
2016 verkündete die Britisch Deaf Assciation, dass, basierend auf offiziellen Statistiken, ungefähr 151.000 Menschen im Vereinigten Königreich BSL sprechen. Davon seien 87.000 taub. Diese Zahlen beinhalten nicht Menschen, die BSL beruflich nutzen, wie Kommunikationshelfer oder Dolmetscher, außer sie nutzen BSL auch zuhause.

## Britische Gebärdensprache lernen
Die britische Gebärdensprache kann in vielen Orten im Vereinigten Königreich gelernt werden. Dabei existieren drei verschiedene Prüfungssysteme. Kurse werden durch Community Colleges, lokale Gehörlosenzentren und private Organisationen angeboten. Die meisten Lehrer sind dabei Muttersprachler der britischen Gebärdensprache und haben Lehrqualifizierungen.

### Dolmetscher für BSL/Englisch werden
Um Dolmetscher für BSL/Englisch zu werden, gibt es zwei Wege. Zum einen ein Aufbaustudium oder durch Qualifikationen, sogenannte National Vocational Qualifications. Studiengänge (Deaf Studies) mit Kursen für das Dolmetschen werden an verschiedenen britischen Universitäten angeboten, Diplome für Dolmetscher können ebenfalls an Universitäten, sowie einem privaten Unternehmen erworben werden. Voraussetzungen für einen Kurs oder einen Studiengang variieren von keinen Vorkenntnissen in BSL bis zum NVQ Level 6 (bzw. entsprechenden Kenntnissen).
Durch die Qualifizierung können Dolmetscher dem National Registers of Communication Professionals with Deaf and Deafblind People (NRCPD) beitreten. Für eine Registrierung wird eine Bestätigung für einen DBS-Check (Disclosure and Barring Service) und eine Berufshaftpflichtversicherung benötigt. Mit einem abgeschlossenen BSL-Level 3 und dem Beitritt zu einem Dolmetscherkurs kann man sich als TSLI (Trainee Sign Language Interpreter) registrieren lassen. Nach dem Abschluss eines Dolmetscherkurses kann dann eine Beantragung zum Status eines RSLI (Registered Sign Language Interpreter) erfolgen. RSLIs müssen sich nach einer Anordnung des NRCPD weiterbilden. Spezielle Fortbildungen und Trainings sind für bestimmte Bereiche erforderlich.

### Communication Support Workers
Communication Support Workers (CSWs) sind dazu ausgebildet, die Kommunikation von gehörlosen Schülern, Studenten und berufstätigen Menschen zu unterstützen. Sie benutzen dazu BSL oder Methoden wie Sign Supported English. Die Qualifikationen und Erfahrungen der CSWs variieren stark: einige sind professionell ausgebildete Gebärdensprachdolmetscher, andere nicht.

## Let Sign Shine
Die Teenagerin Jade Chapman aus Norfolk startete die Kampagne Let Sign Shine, um die Wahrnehmung der britischen Gebärdensprache zu stärken und Unterschriften für eine Petition zu sammeln, die das Unterrichten von BSL in Schulen ermöglichen sollte. Die Petition wurde von über 4.000 Menschen unterstützt und an das britische Parlament weitergegeben.
Chapman wurde für ihre Arbeit und Hingabe, um das Bewusstsein um BSL zu erhöhen, 2014 für den Bernard Matthews Youth Award nominiert. Sie gewann den Preis in der Kategorie Education Award, dieser wurde von der olympischen Schwimmerin Rebecca Adlington überreicht. Der Preis wurde mit £ 1,000 dotiert, die Let Sign Shine nutzte, um einen BSL Kurs an der Dereham Neatherd High School zu starten.
Am 7. Oktober 2015 wurde Chapman außerdem bei den Radio Norwich 99.9 Local Hero Awards mit dem Outstanding Achievement Award ausgezeichnet. Bei der Veranstaltung der Auszeichnung performte die Sängerin Alesha Dixon.